# 酒屋会議
酒屋会議（さかやかいぎ）は、明治時代前期に造酒税の引き上げに対する抗議として酒造業者が起こした日本全国的な運動。自由民権運動とも深く結びついていた。

## 概要
西南戦争以後の財政難と地租改正に対する農民の抵抗に悩まされた明治政府は、当時の日本の工業で最も生産額が多く、かつほとんどが国内消費に回されていて関税の問題も薄い日本酒に対する増税を度々行った。1881年（明治14年）5月、高知県の酒造業者300名が政府に対して造酒税の引下げ嘆願を提出するとともに、地元出身の自由民権運動の指導者植木枝盛に助力を求めた。植木は偶々自由党に参加した際に全国の酒造業者が同様の悩みを抱えていることを知り、同年11月1日に来年1882年（明治15年）5月1日に大阪で全国規模の酒屋会議を招集して減税と営業の自由を求める檄文を作成した。政府は自由党を刺激するのを避けるために植木の容疑は不問として、檄文に署名した島根県の小原鉄臣ら酒造業者5名のみを不応為罪で禁錮刑とした。
植木はその後も会議の準備を続けていたが、4月27日に大阪府知事と大阪府警は会議の禁止を通達、全国各地でも酒造業者による集会の禁止命令や大阪に向かう会議代表団が逮捕される事態が相次いだ。だが、植木は「会議は禁止されても代表に会う事までは禁じられていない」として、5月4日に淀川上の船上で大阪入りできた代表と会合を持ち、5月10日に京都祇園で改めて2府15県代表44名と会議を開催して先に禁錮刑を受けた小原鉄臣を代表者として「酒税軽減嘆願書」を起草して政府に提出した。これを大阪酒屋会議事件（おおさかさかやかいぎじけん）と呼ぶ。これに対して政府は報復目的も兼ねた大増税を実施した。これに酒造業者は激しく反発して自由民権運動に参加するものが相次ぐが、松方財政による米価低迷が日本酒の価格下落を招き、運動は停滞していった。だが、酒造業者の経営不振はやがて税収減少に跳ね返ることとなり、政府はどぶろくなどの自家醸造禁止などの酒造業者保護策を打ち出して酒造業者との妥協策を探る方向に転換することになった。